# Amyda cartilaginea
Amyda cartilaginea är en sköldpaddsart som beskrevs av  Pieter Boddaert 1770. Amyda cartilaginea ingår i släktet Amyda och familjen lädersköldpaddor.

## Utbredning
Arten förekommer på det sydostasiatiska fastlandet, på Malackahalvön och på norra Borneo. Individerna lever i och intill vattendrag och insjöar med sötvatten. Den kan dyka till ett djup av 12 meter.

## Utseende
Hos denna sköldpadda är skölden vanligen 70 till 80 cm lång. Den del av skölden som ligger på undersidan har hos honor en grå färg och hos hanar en vit färg. Ett annat särdrag är svansen som är längre och tjockare än hos honor. Honor är med en vikt av 15 till 20 kg lättare än hanar som väger 20 till 25 kg. På ungdjurens brungröna sköld förekommer flera gula och svarta punkter. Skölden blir hos äldre exemplar ljusbrun med olivgröna nyanser.

## Ekologi
Amyda cartilaginea lever ofta ingrävd i gyttjan så att endast huvudet är synlig. Den är nattaktiv och har främst små djur som insekter, maskar, kräftdjur, groddjur och fiskar som föda. Arten äter även ägg och några få växtdelar.
Parningen sker oftast under maj men allmänt kan honor para sig mellan senare våren och tidiga vintern. Hanen söker kontakt med en parningsbered hona med hjälp av framtassarnas långa klor. Kopulationen sker sedan i vattnet. Honor skapar sedan ett nästa genom att gräva en fördjupning i den mjuka sanden. Per tillfälle läggs upp till 30 ägg. De flesta ägg läggs av äldre och större honor. Dessutom kan äldre honor lägga ägg upp till fyra gångar per år. Äggen kläcks efter 126 till 140 dagar. Ungarnas kön är beroende på temperaturen i nästet. Har boet en temperatur som är cirka 25°C så utvecklas hanar och vid 30°C utvecklas honor. Könsmognaden infaller för hanar efter 4 till 5 år och för honor efter 8 till 10 år.

## Hot
Många exemplar fångas och äts av människor. Dessutom hölls flera individer som terrariedjur. IUCN kategoriserar arten globalt som sårbar.

## Underarter
Arten delas in i följande underarter:
- A. c. cartilaginea
- A. c. nakorn

## Bildgalleri

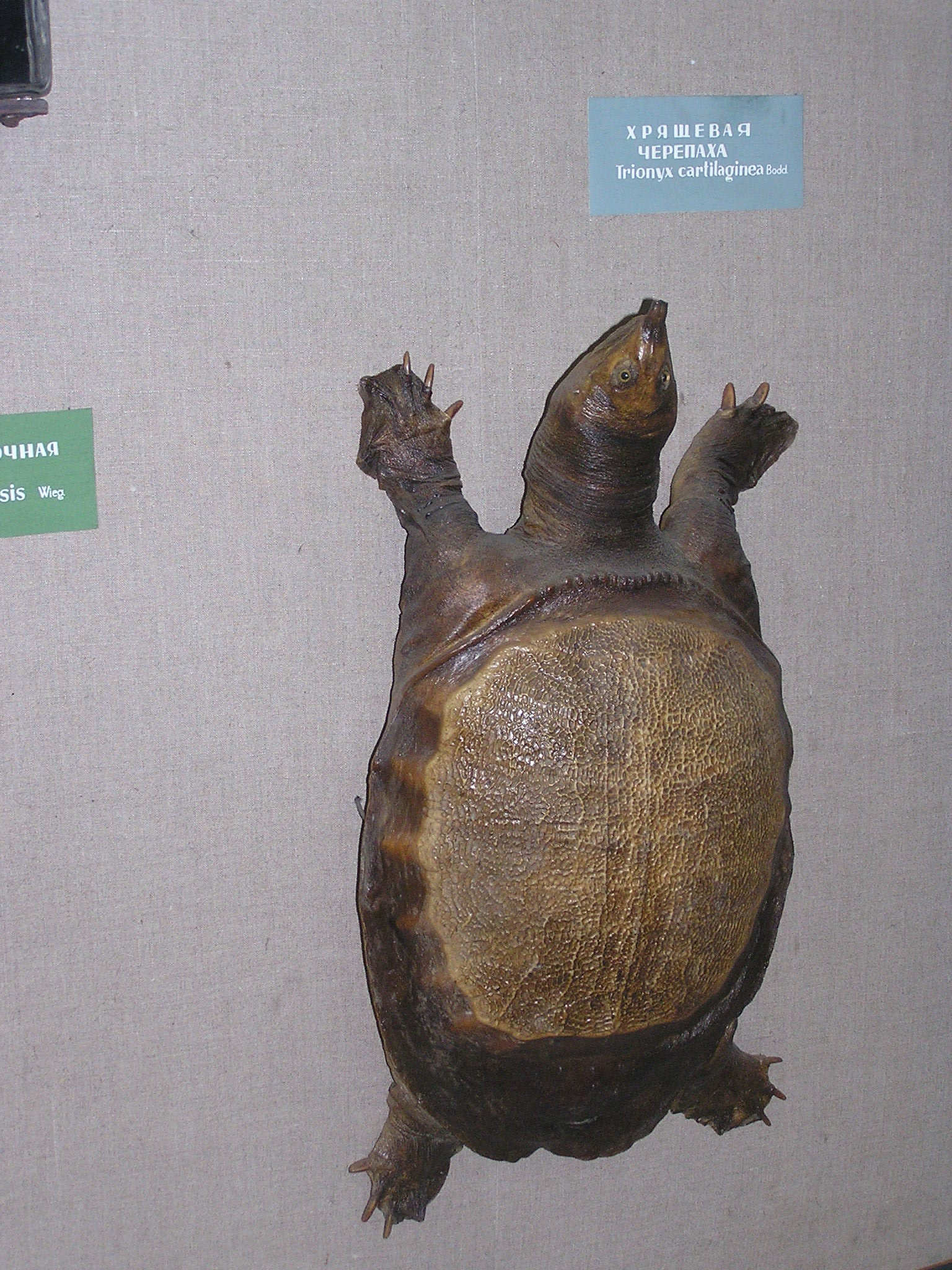
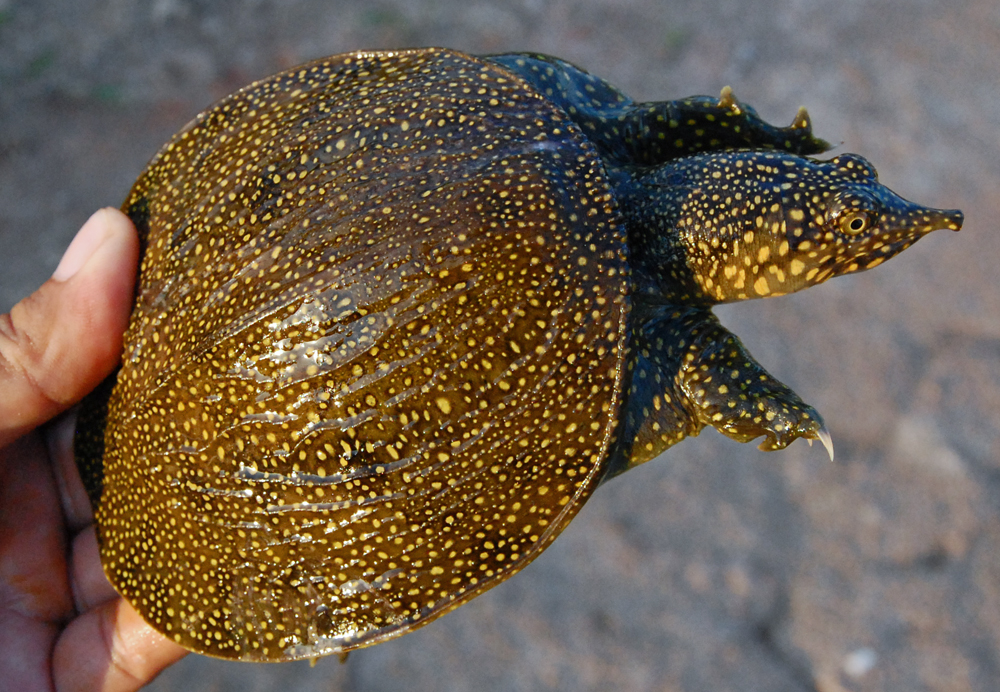
Ungdjur
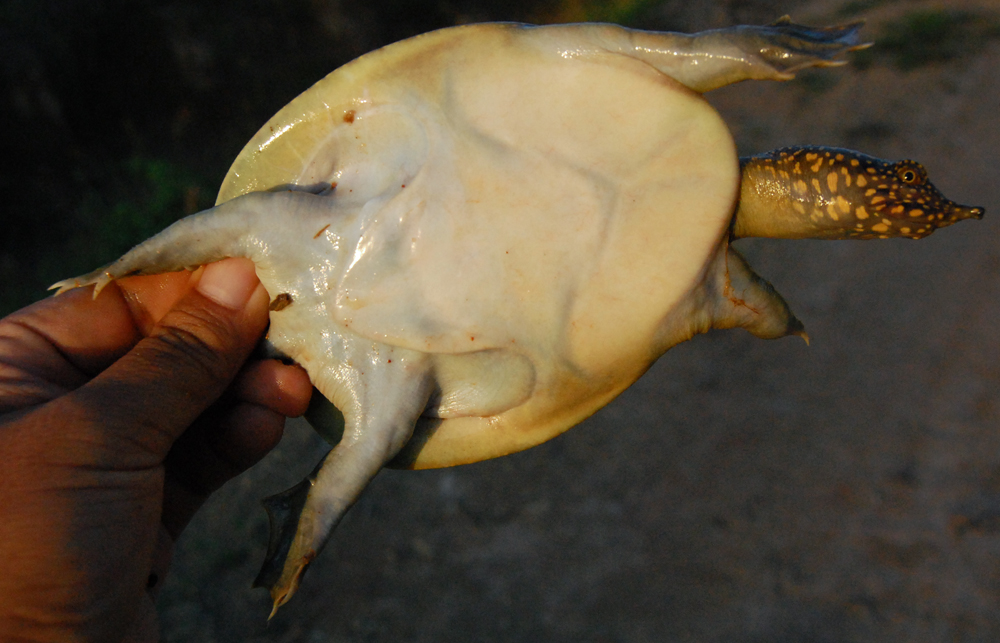
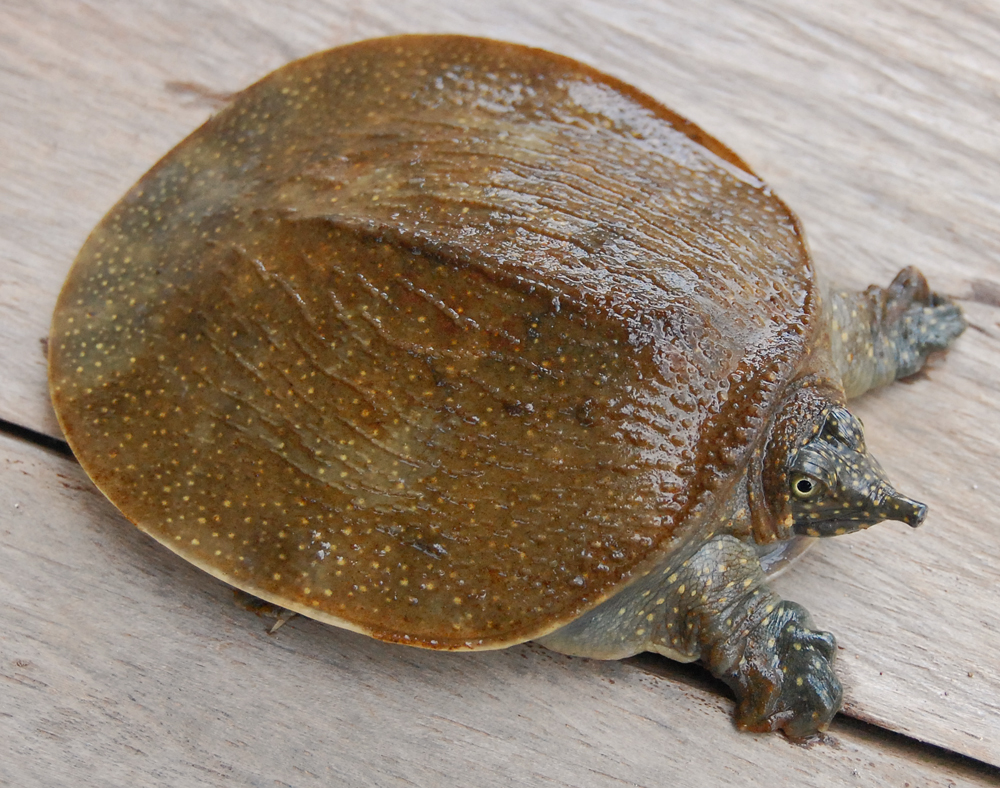
Äldre exemplar med otydliga punkter